# Rejowiec (gmina)
Rejowiec – gmina miejsko-wiejska w województwie lubelskim, w powiecie chełmskim. W latach 1975–1998 gmina położona była w województwie chełmskim. Przed 1 stycznia 2006 roku gmina ta znajdowała się w powiecie krasnostawskim.
Siedziba gminy to Rejowiec.
Według danych z 30 czerwca 2004 gminę zamieszkiwały 6763 osoby.
Za Królestwa Polskiego gmina należała do powiatu chełmskiego w guberni lubelskiej. 13 stycznia 1870 do gminy przyłączono pozbawiony praw miejskich Rejowiec. Od 1 stycznia 2017 r. Rejowiec odzyskał prawa miejskie, przez co gmina przekształciła się z gminy wiejskiej na gminę miejsko-wiejską.

## Struktura powierzchni
Według danych z roku 2002 gmina Rejowiec ma obszar 106,25 km², w tym:
- użytki rolne: 63%
- użytki leśne: 24%

Gmina stanowi 9,34% powierzchni powiatu.

## Demografia

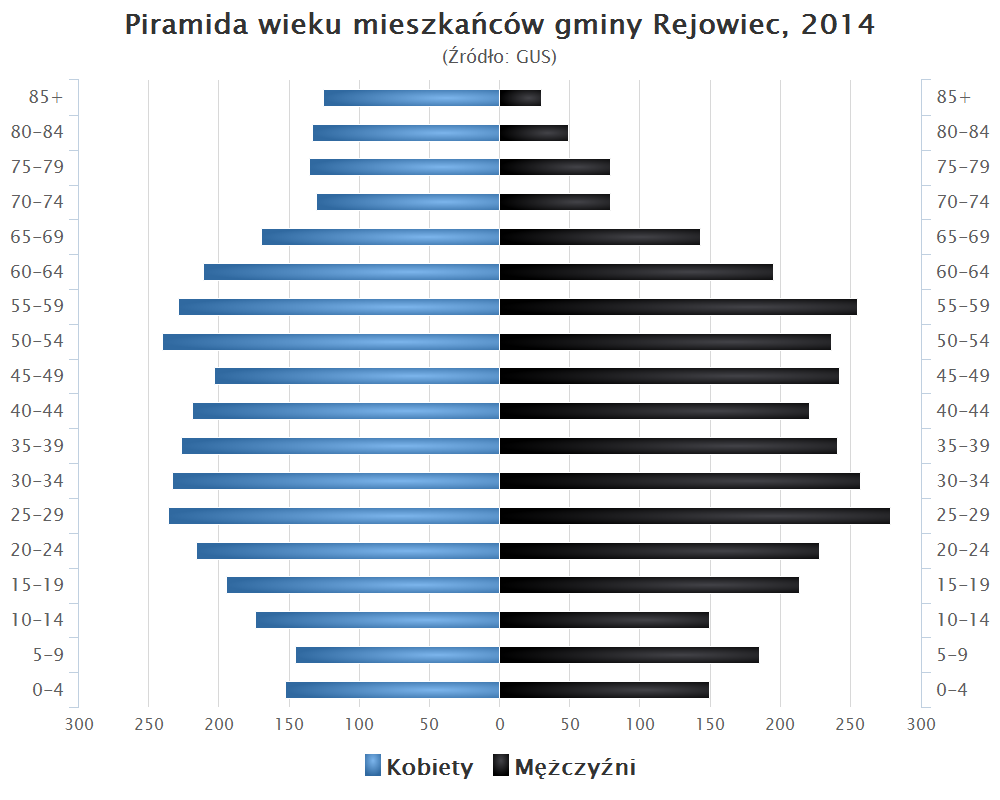
Piramida wieku mieszkańców gminy Rejowiec w 2014 roku

Dane z 30 czerwca 2004:
| Opis                              | Ogółem | Ogółem | Kobiety | Kobiety | Mężczyźni | Mężczyźni |
| --------------------------------- | ------ | ------ | ------- | ------- | --------- | --------- |
| jednostka                         | osób   | %      | osób    | %       | osób      | %         |
| populacja                         | 6763   | 100    | 3446    | 51      | 3317      | 49        |
| gęstość zaludnienia (mieszk./km²) | 63,7   | 63,7   | 32,4    | 32,4    | 31,2      | 31,2      |

## Sołectwa
Adamów, Aleksandria Krzywowolska, Aleksandria Niedziałowska, Bańkowszczyzna, Czechów Kąt, Elżbiecin, Hruszów, Kobyle, Leonów, Marynin, Marysin, Niedziałowice (Niedziałowice Drugie, Niedziałowice Pierwsze), Niemirów (Bieniów, Niemirów), Rejowiec (Rejowiec, Rejowiec-Kolonia), Rybie, Siedliszczki, Stary Majdan, Wereszcze Duże, Wereszcze Małe, Wólka Rejowiecka, Zagrody, Zawadówka, Zyngierówka.

## Sąsiednie gminy
Chełm, Krasnystaw, Łopiennik Górny, Rejowiec Fabryczny, Rejowiec Fabryczny (miasto), Siennica Różana

## Szlak turystyczny
- – Szlak Ariański